# Täcktid
Täcktid är den tid som ett lager beräknas täcka aktuella behov. Formeln för täcktid är tillgängligt lager delat med förväntad efterfrågan per tidsenhet. Termens engelska motsvarighet är inventory coverage eller stock coverage.

## Att beräkna täcktid
Täcktid tar hänsyn till det innevarande fysiskt redovisade lagret plus planerade inleveranser. Om det finns försenade utleveranser kvar i det fysiska lagret skall dessa först räknas bort. Täcktid beräknas genom att dividera tillgängligt lager med förväntad efterfrågan per tidsenhet.